# Michael Verhagen
Michael Verhagen (Breda, 6 januari 1988) is een Nederlands autocoureur, uitkomend in het wereldkampioenschap voor toerwagens, het WTCR en in de Supercar Challenge GT Division.

## Biografie
In 2009 heeft Verhagen deelgenomen aan de Dunlop Driver Cup en behaalde hiermee zijn race licentie.
In 2010 tot en 2013 reed Verhagen jaarlijks de Supercar Challenge sport klassement. Michael Verhagen is in de eerste jaren begonnen in een groene Honda S2000.
In de jaren 2014 tot en met 2016 heeft Verhagen een overstap gemaakt naar de Supersport divisie met de BMW 1-serie van JR Motorsport. In het eind van het seizoen stapt Verhagen wederom over naar een nieuwe auto: BMW e46.
In 2016 rijdt Michael Verhagen samen met Bas Schouten in een SEAT Leon TCR van Bas Koeten Racing tijdens het DTM-weekend.
Voor BMW heeft hij vervolgens meerdere 24h series en seizoenen gereden in de Supercar Challenge GT Division. Hierna volgde deelname aan TCR Benelux met Tom Coronel en TCR Germany met Jaap van Lagen.

## 2018
In 2018 heeft Michael Verhagen deelgenomen aan de Supercar Challenge GT Divisie, wat resulteerde in het kampioenschap samen met Willem Meijer. Daarnaast reed Verhagen op het wereldkampioenschap Toerwagens WTCR samen met Prins Bernhard Jr.